# Gottfried-Schäffer-Str.
La Gottfried-Schäffer-Straße o en español calle "Gottfried-Schäffer" es una calle del casco antiguo de la ciudad de Passau, en la Baja Baviera, sur de Alemania.
La calle nace en el cruce de la Calle del Espíritu Santo (Heiliggeistgasse) con la Plaza de los Carolinos (Karolinenplatz). Asimismo, si se continua por la famosa calle de los emperadores y reyes (Straße der Kaiser und Könige), se terminará en la calle Gottfried-Schäffer.
Su nombre se lo debe al restaurador Dr. Gottfried Schäffer.

## Que se encuentra en la calle Gottfried-Schäfer?

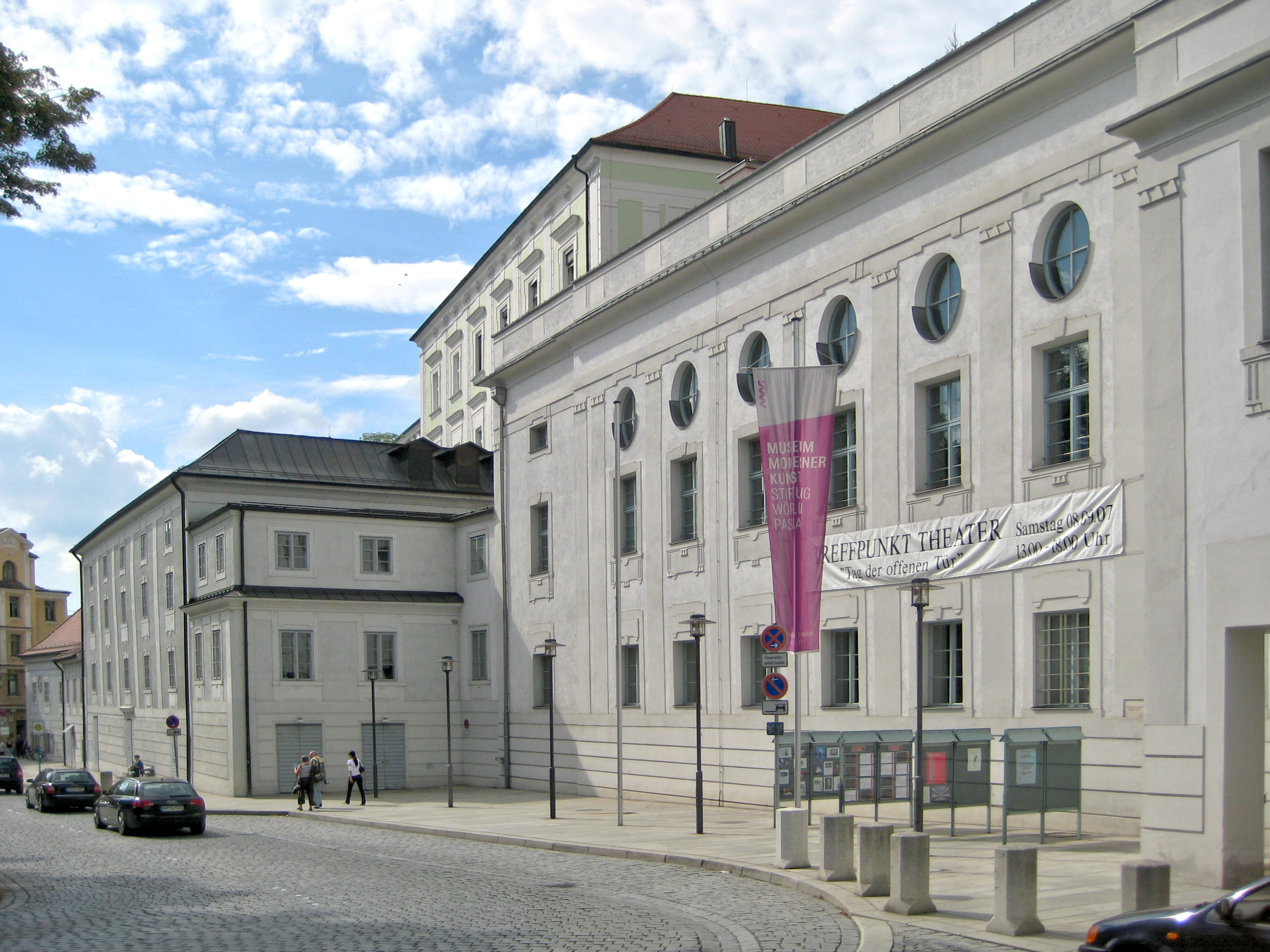
Teatro Redoute.

- Universidad de Passau, edificio que alberga a los Institutos de Investigación
- Bar Uferlos
- Parada de bus Stadttheater
- Café Kowalski
- Creperie
- Innbrückbogen
- Stadttheater Passau, el teatro de la ciudad de Passau, con las salas Redoute.
- Theaterjugendclub, el club juvenil de teatro.